# 戈雷 (孚日省)
戈雷（法語：Gorhey，法語發音：[ɡɔʁɛ] ⓘ）是法国大東部大區孚日省的一个市镇，属于埃皮纳勒区。

## 地理
戈雷（48°11'42"N, 6°17'2"E）面积6.31 平方千米，位于法国大東部大區孚日省，该省份为法国东北部内陆省份，北起默兹省和默尔特-摩泽尔省，西接上马恩省，南至上索恩省和贝尔福地区省，东临上莱茵省和下莱茵省。
与戈雷接壤的市镇（或旧市镇、城区）包括：绍穆塞、达马和贝特涅、达尔尼约勒、多马坦欧布瓦、阿罗勒、埃讷库尔。

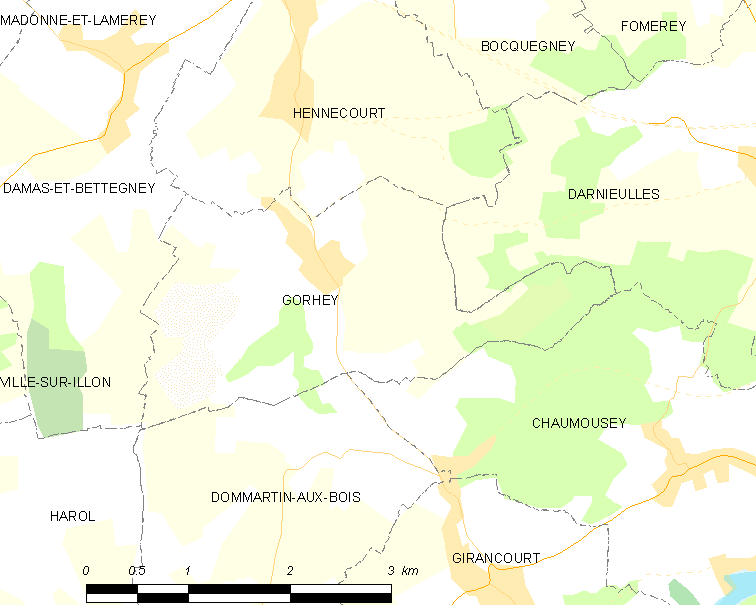
的OSM定位图

戈雷的时区为UTC+01:00、UTC+02:00（夏令时）。

## 行政
戈雷的邮政编码为88270，INSEE市镇编码为88210。

## 政治
戈雷所属的省级选区为达尔内县。

## 人口

1962-2008年间人口变化图示

戈雷于2022年1月1日时的人口数量为169人。